# Vickersandbi
Vickersandbi (Andrena ovatula) är ett sandbi inom familjen grävbin.

## Beskrivning
Arten är ett litet bi, honan kan bli 9 till 10 mm lång, hanen 7 till 10 mm. Kroppen är övervägande svart med smala, vita ränder på bakkanterna av tergiterna.

## Systematik
Vickersandbi beskrevs av William Kirby 1802. Arten har tidigare, före början av 2020-talet, av många auktoriteter setts som en synonym till vitklöversandbi, då under dess gamla, vetenskapliga namn Andrena albofasciata, Thomson, 1870. Taxonet A. albofasciata har senare slagits ihop med Andrena afzeliella (Kirby, 1802), det nya namnet på vitklöversandbi. För svenska Artdatabankens del accepterades det nya vetenskapliga namnet i mars 2023. Uppgifter före detta datum är att betrakta som osäkra, då de kan sammanblandas med vitklöversandbi.
Andrena albofasciata används inte längre som något giltligt artnamn, men betraktas ibland som en synonym till vickersandbi.

## Utbredning
I Europa finns arten upp till 61°N, västerut till sydvästra Irland och över England och Wales (inklusive Scillyöarna) österut till Turkiet samt vidare genom Centralasien till Kina. Den har även påträffats i Nordafrika.
I Finland saknas arten.
I Sverige är det osäkert om arten har påträffats, på grund av den tidigare sammankopplingen med vitklöversandbi.

## Ekologi
Vickersandbiet gräver sina bogångar i många olika habitat, som ängar, gräsmattor, vid dammar samt grus- sand- och lertäkter. Till skillnad från många andra sandbin är det inte särskilt specialiserat vad gäller födoval, utan flyger till många blommande växter bland ärtväxter, korgblommiga och korsblommiga växter. Arten hinner med två generationer per år, en under vår och försommar, en under sensommar och höst. Som alla sandbin är arten solitär, men de grävda larvbona kan anläggas i stora kolonier, gärna i solbelysta sluttningar. Den parasiteras av gökbiet Nomada rhenana.